# مردم ایتالیا

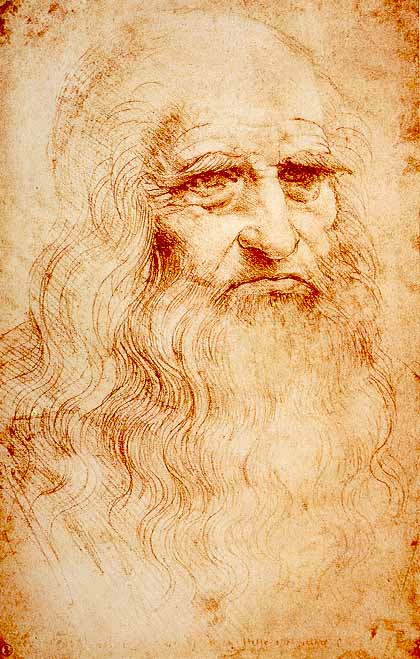
لئوناردو داوینچی، یک نقشه‌کش، مهندس، دانشمند، نظریه‌پرداز، مجسمه‌ساز و معمار فعال بود.

مردم ایتالیا (به ایتالیایی: Italiani) به قومیتی گفته می‌شود که بومیان کشور ایتالیا هستند و فرهنگ و تبار ایتالیایی دارند و ایتالیایی زبان مادری آنهاست. 